# Tour de France 1995
Le Tour de France 1995 est la 82e édition du Tour de France, course cycliste qui s'est déroulée du 1er au 23 juillet 1995 sur 20 étapes pour 3 653 km. Miguel Indurain remporte l'épreuve pour la cinquième fois consécutive. Ce Tour est endeuillé par la mort du coureur Fabio Casartelli à la suite d'une chute dans une descente.

## Présentation

### Parcours
- Le départ du Tour a lieu à Saint-Brieuc ; l'arrivée finale se juge aux Champs-Élysées.

### Équipes
- En mai, une première liste de 15 équipes est annoncée[1]. L'organisation précise alors que cinq autres équipes seront sélectionnées à l'issue du Critérium du Dauphiné libéré, ce qui portera le nombre d'équipes participantes à 20. Les équipes initialement choisies sont :
  - 4 équipes françaises : Castorama, Le Groupement, Gan, Chazal ;
  - 5 équipes italiennes : Carrera, Gewiss, Mapei, MG, Mercatone Uno ;
  - 2 équipes espagnoles : Banesto, ONCE ;
  - une équipe américaine, Motorola ;
  - une équipe belge, Lotto ;
  - une équipe néerlandaise, Novell ;
  - une équipe andorane, Festina.
- En juin, les cinq autres équipes sont dévoilées : Brescialat, Polti, TVM Lampre et Kelme. Les équipes Telekom, Aki, et ZG Mobili sont retenues en tant que réservistes, et peuvent être appelées à disputer l'épreuve en cas de défection d'une des vingt équipes sélectionnées.
- Deux jours avant le départ, l'équipe cycliste Aki est repêchée à la suite de l'abandon de l'équipe du Groupement en raison de difficultés financières et de la blessure de leur leader Luc Leblanc[2]. Dans le même temps, la direction du Tour libère une place supplémentaire pour une équipe, alors que deux équipes réservistes sont en lice (Deutsche Telekom et ZG Mobili). Faute d'accord sur l'identité de l'équipe retenue, les deux formations s'entendent pour engager une équipe mixte[3], qui associe six coureurs de l'équipe Telekom (avec Erik Zabel en leader) et trois coureurs de ZG Mobili[4]. L'équipe Telekom-ZG-Mobili est la dernière équipe mixte de l'histoire du Tour de France.
- Finalement, ce sont 21 formations de neuf coureurs qui se présentent au départ.

## Liste des coureurs
La liste ci-dessous présente les coureurs inscrits par numéro de dossard.
| Légende | Légende                                                                    | Légende | Légende                                                    |
| ------- | -------------------------------------------------------------------------- | ------- | ---------------------------------------------------------- |
| Num     | Dossard de départ porté par le coureur sur ce Tour                         | Pos     | Position à l'arrivée de la course                          |
|         | Indique un maillot de champion national ou mondial, suivi de sa spécialité | NP      | Indique un coureur qui n'a pas pris le départ de la course |
| AB      | Indique un coureur qui n'a pas terminé la course                           | HD      | Indique un coureur qui a terminé la course hors des délais |

| Banesto | Banesto                      | Banesto |
| ------- | ---------------------------- | ------- |
| Num     | Coureur                      | Pos     |
| 1       | Miguel Indurain (ESP)        | 1er     |
| 2       | Marino Alonso (ESP)          | 78e     |
| 3       | Vicente Aparicio (ESP)       | 21e     |
| 4       | Thomas Davy (FRA)            | 80e     |
| 5       | Aitor Garmendia (ESP)        | 95e     |
| 6       | Ramón González Arrieta (ESP) | 40e     |
| 7       | Carmelo Miranda (ESP)        | 57e     |
| 8       | Gérard Rué (FRA)             | 41e     |
| 9       | José Ramón Uriarte (ESP)     | 69e     |

| Gewiss-Ballan | Gewiss-Ballan            | Gewiss-Ballan |
| ------------- | ------------------------ | ------------- |
| Num           | Coureur                  | Pos           |
| 11            | Evgueni Berzin (RUS)     | AB-10         |
| 12            | Guido Bontempi (ITA)     | 89e           |
| 13            | Dario Bottaro (ITA)      | 79e           |
| 14            | Bruno Cenghialta (ITA)   | 15e           |
| 15            | Gabriele Colombo (ITA)   | 51e           |
| 16            | Francesco Frattini (ITA) | 77e           |
| 17            | Ivan Gotti (ITA)         | 5e            |
| 18            | Bjarne Riis (DEN)        | 3e            |
| 19            | Alberto Volpi (ITA)      | 65e           |

| Carrera Jeans-Tassoni | Carrera Jeans-Tassoni      | Carrera Jeans-Tassoni |
| --------------------- | -------------------------- | --------------------- |
| Num                   | Coureur                    | Pos                   |
| 21                    | Marco Pantani (ITA)        | 13e                   |
| 22                    | Sergio Barbero (ITA)       | AB-16                 |
| 23                    | Alessandro Bertolini (ITA) | AB-10                 |
| 24                    | Claudio Chiappucci (ITA)   | 11e                   |
| 25                    | Mario Chiesa (ITA)         | AB-10                 |
| 26                    | Marcello Siboni (ITA)      | 84e                   |
| 27                    | Leonardo Sierra (VEN)      | 50e                   |
| 28                    | Enrico Zaina (ITA)         | 42e                   |
| 29                    | Beat Zberg (SUI)           | 29e                   |

| Aki-Gipiemme | Aki-Gipiemme            | Aki-Gipiemme |
| ------------ | ----------------------- | ------------ |
| Num          | Coureur                 | Pos          |
| 31           | Zenon Jaskuła (POL)     | 46e          |
| 32           | Mauro Bettin (ITA)      | 99e          |
| 33           | Giuseppe Citterio (ITA) | AB-4         |
| 34           | René Foucachon (FRA)    | HD-3         |
| 35           | Gianluca Gorini (ITA)   | 110e         |
| 36           | Dimitri Konyshev (RUS)  | AB-12        |
| 37           | Dante Rezze (FRA)       | AB-15        |
| 38           | Gilberto Simoni (ITA)   | AB-13        |
| 39           | Denis Zanette (ITA)     | AB-11        |

| Mapei-GB | Mapei-GB                       | Mapei-GB |
| -------- | ------------------------------ | -------- |
| Num      | Coureur                        | Pos      |
| 41       | Tony Rominger (SUI)            | 8e       |
| 42       | Carlo Bomans (BEL)             | HD-9     |
| 43       | Gianluca Bortolami (ITA)       | AB-18    |
| 44       | Fernando Escartín (ESP)        | 7e       |
| 45       | Arsenio Gonzales (ESP)         | 23e      |
| 46       | Francisco Javier Mauleón (ESP) | AB-10    |
| 47       | Johan Museeuw (BEL)            | 73e      |
| 48       | Wilfried Peeters (BEL)         | 88e      |
| 49       | Andrea Tafi (ITA)              | 39e      |

| Festina-Lotus | Festina-Lotus          | Festina-Lotus |
| ------------- | ---------------------- | ------------- |
| Num           | Coureur                | Pos           |
| 51            | Richard Virenque (FRA) | 9e            |
| 52            | Bruno Boscardin (ITA)  | AB-15         |
| 53            | Laurent Brochard (FRA) | 28e           |
| 54            | Laurent Dufaux (SUI)   | 19e           |
| 55            | Pascal Hervé (FRA)     | NP-6          |
| 56            | Stephen Hodge (AUS)    | 64e           |
| 57            | Fabian Jeker (SUI)     | 68e           |
| 58            | Lars Michaelsen (DEN)  | AB-3          |
| 59            | Jean-Cyril Robin (FRA) | 22e           |

| ONCE | ONCE                                | ONCE  |
| ---- | ----------------------------------- | ----- |
| Num  | Coureur                             | Pos   |
| 61   | Laurent Jalabert (FRA)              | 4e    |
| 62   | Erik Breukink (NED)                 | 20e   |
| 63   | Johan Bruyneel (BEL)                | 31e   |
| 64   | Herminio Díaz Zabala (ESP)          | 35e   |
| 65   | Melchor Mauri (ESP)                 | 6e    |
| 66   | Luis María Díaz De Otazu (es) (ESP) | HD-3  |
| 67   | Mariano Rojas (ESP)                 | AB-15 |
| 68   | Neil Stephens (AUS)                 | 60e   |
| 69   | Alex Zülle (SUI)                    | 2e    |

| Lampre-Panaria | Lampre-Panaria              | Lampre-Panaria |
| -------------- | --------------------------- | -------------- |
| Num            | Coureur                     | Pos            |
| 71             | Maurizio Fondriest (ITA)    | AB-10          |
| 72             | Wladimir Belli (ITA)        | AB-15          |
| 73             | Roberto Conti (ITA)         | AB-2           |
| 74             | Alessio Galletti (ITA)      | 83e            |
| 75             | Alexander Gontchenkov (UKR) | 96e            |
| 76             | Davide Perona (ITA)         | 81e            |
| 77             | Marco Serpellini (ITA)      | 111e           |
| 78             | Ján Svorada (SVK)           | HD-9           |
| 79             | Pavel Tonkov (RUS)          | AB-13          |

| Gan | Gan                       | Gan   |
| --- | ------------------------- | ----- |
| Num | Coureur                   | Pos   |
| 81  | Chris Boardman (GBR)      | AB-P  |
| 82  | Christophe Capelle (FRA)  | HD-15 |
| 83  | Thierry Gouvenou (FRA)    | HD-9  |
| 84  | Pascal Lance (FRA)        | HD-9  |
| 85  | Yvon Ledanois (FRA)       | 30e   |
| 86  | François Lemarchand (FRA) | 92e   |
| 87  | Francis Moreau (FRA)      | HD-15 |
| 88  | Didier Rous (FRA)         | 55e   |
| 89  | Eddy Seigneur (FRA)       | AB-2  |

| Polti-Granarolo-Santini | Polti-Granarolo-Santini  | Polti-Granarolo-Santini |
| ----------------------- | ------------------------ | ----------------------- |
| Num                     | Coureur                  | Pos                     |
| 91                      | Georg Totschnig (AUT)    | 37e                     |
| 92                      | Dirk Baldinger (GER)     | AB-15                   |
| 93                      | Éric Boyer (FRA)         | AB-15                   |
| 94                      | Rossano Brasi (ITA)      | 102e                    |
| 95                      | Giovanni Fidanza (ITA)   | 108e                    |
| 96                      | Giovanni Lombardi (ITA)  | 103e                    |
| 97                      | Sergueï Outschakov (UKR) | 74e                     |
| 98                      | Oscar Pelliccioli (ITA)  | 32e                     |
| 99                      | Mario Scirea (ITA)       | 98e                     |

| Kelme-Sureña | Kelme-Sureña              | Kelme-Sureña |
| ------------ | ------------------------- | ------------ |
| Num          | Coureur                   | Pos          |
| 101          | Laudelino Cubino (ESP)    | 27e          |
| 102          | Julio César Aguirre (COL) | AB-15        |
| 103          | Hernán Buenahora (COL)    | 10e          |
| 104          | Francisco Cabello (ESP)   | HD-8         |
| 105          | Ángel Yesid Camargo (COL) | AB-15        |
| 106          | Héctor Castaño (COL)      | AB-18        |
| 107          | Ángel Edo (ESP)           | HD-10        |
| 108          | Federico Muñoz (COL)      | 24e          |
| 109          | José Angel Vidal (ESP)    | 93e          |

| Motorola | Motorola               | Motorola |
| -------- | ---------------------- | -------- |
| Num      | Coureur                | Pos      |
| 111      | Lance Armstrong (USA)  | 36e      |
| 112      | Frankie Andreu (USA)   | 82e      |
| 113      | Steve Bauer (CAN)      | 101e     |
| 114      | Fabio Casartelli (ITA) | AB-15    |
| 115      | Álvaro Mejía (COL)     | 16e      |
| 116      | Kaspars Ozers (LAT)    | HD-3     |
| 117      | Andrea Peron (ITA)     | 44e      |
| 118      | Stephen Swart (NZL)    | 109e     |
| 119      | Sean Yates (GBR)       | AB-13    |

| TVM-Polis Direct | TVM-Polis Direct         | TVM-Polis Direct |
| ---------------- | ------------------------ | ---------------- |
| Num              | Coureur                  | Pos              |
| 121              | Bo Hamburger (DEN)       | 17e              |
| 122              | Jeroen Blijlevens (NED)  | AB-7             |
| 123              | Maarten den Bakker (NED) | 52e              |
| 124              | Tristan Hoffman (NED)    | AB-12            |
| 125              | Jelle Nijdam (NED)       | AB-9             |
| 126              | Hendrik Redant (BEL)     | AB-4             |
| 127              | Jesper Skibby (DEN)      | 49e              |
| 128              | Jim Van De Laer (BEL)    | 76e              |
| 129              | Bart Voskamp (NED)       | 113e             |

| Lotto-Isoglass | Lotto-Isoglass          | Lotto-Isoglass |
| -------------- | ----------------------- | -------------- |
| Num            | Coureur                 | Pos            |
| 131            | Andreï Tchmil (UKR)     | 71e            |
| 132            | Mario De Clercq (BEL)   | AB-9           |
| 133            | Peter De Clercq (BEL)   | HD-9           |
| 134            | Peter Farazijn (BEL)    | 105e           |
| 135            | Herman Frison (BEL)     | HD-9           |
| 136            | Sammie Moreels (BEL)    | HD-9           |
| 137            | Wilfried Nelissen (BEL) | AB-5           |
| 138            | Marc Sergeant (BEL)     | NP-4           |
| 139            | Rudy Verdonck (BEL)     | HD-9           |

| Castorama | Castorama                  | Castorama |
| --------- | -------------------------- | --------- |
| Num       | Coureur                    | Pos       |
| 141       | Armand de Las Cuevas (FRA) | 62e       |
| 142       | Jacky Durand (FRA)         | AB-10     |
| 143       | Thierry Laurent (FRA)      | AB-13     |
| 144       | Laurent Madouas (FRA)      | 12e       |
| 145       | Emmanuel Magnien (FRA)     | AB-9      |
| 146       | Thierry Marie (FRA)        | 94e       |
| 147       | François Simon (FRA)       | 59e       |
| 148       | Gilles Talmant (FRA)       | 104e      |
| 149       | Bruno Thibout (FRA)        | AB-12     |

| MG Maglificio-Technogym | MG Maglificio-Technogym   | MG Maglificio-Technogym |
| ----------------------- | ------------------------- | ----------------------- |
| Num                     | Coureur                   | Pos                     |
| 151                     | Gianni Bugno (ITA)        | 53e                     |
| 152                     | Fabio Baldato (ITA)       | AB-5                    |
| 153                     | Davide Cassani (ITA)      | 112e                    |
| 154                     | Alberto Elli (ITA)        | 33e                     |
| 155                     | Rolf Jaermann (SUI)       | 67e                     |
| 156                     | Nicola Loda (ITA)         | 100e                    |
| 157                     | Maximilian Sciandri (GBR) | 47e                     |
| 158                     | Flavio Vanzella (ITA)     | 86e                     |
| 159                     | Franco Vona (ITA)         | 48e                     |

| Novell Software-Decca | Novell Software-Decca          | Novell Software-Decca |
| --------------------- | ------------------------------ | --------------------- |
| Num                   | Coureur                        | Pos                   |
| 161                   | Djamolidine Abdoujaparov (UZB) | 56e                   |
| 162                   | Eddy Bouwmans (NED)            | 45e                   |
| 163                   | Erik Dekker (NED)              | 70e                   |
| 164                   | Viatcheslav Ekimov (RUS)       | 18e                   |
| 165                   | Frans Maassen (NED)            | 97e                   |
| 166                   | Frédéric Moncassin (FRA)       | AB-12                 |
| 167                   | Arvis Piziks (LAT)             | 91e                   |
| 168                   | Léon van Bon (NED)             | AB-12                 |
| 169                   | Marc Wauters (BEL)             | AB-10                 |

| Mercatone Uno-Saeco-Magniflex | Mercatone Uno-Saeco-Magniflex | Mercatone Uno-Saeco-Magniflex |
| ----------------------------- | ----------------------------- | ----------------------------- |
| Num                           | Coureur                       | Pos                           |
| 171                           | Mario Cipollini (ITA)         | NP-10                         |
| 172                           | Massimo Donati (ITA)          | 72e                           |
| 173                           | Gian Matteo Fagnini (ITA)     | 107e                          |
| 174                           | Rosario Fina (ITA)            | AB-3                          |
| 175                           | Massimiliano Lelli (ITA)      | 43e                           |
| 176                           | Silvio Martinello (ITA)       | AB-9                          |
| 177                           | Roberto Petito (ITA)          | AB-9                          |
| 178                           | Eros Poli (ITA)               | 114e                          |
| 179                           | Antonio Politano (ITA)        | AB-10                         |

| Chazal-König | Chazal-König                | Chazal-König |
| ------------ | --------------------------- | ------------ |
| Num          | Coureur                     | Pos          |
| 181          | Miguel Arroyo (MEX)         | 61e          |
| 182          | Jean-François Bernard (FRA) | 34e          |
| 183          | Jean-Pierre Bourgeot (FRA)  | AB-12        |
| 184          | Gilles Bouvard (FRA)        | 63e          |
| 185          | Bruno Cornillet (FRA)       | 115e         |
| 186          | Gilles Delion (FRA)         | HD-13        |
| 187          | Artūras Kasputis (LTU)      | 75e          |
| 188          | Jaan Kirsipuu (EST)         | HD-7         |
| 189          | Christophe Mengin (FRA)     | HD-9         |

| Brescialat-Fago | Brescialat-Fago         | Brescialat-Fago |
| --------------- | ----------------------- | --------------- |
| Num             | Coureur                 | Pos             |
| 191             | Massimo Podenzana (ITA) | 26e             |
| 192             | Fausto Dotti (ITA)      | AB-7            |
| 193             | Paolo Lanfranchi (ITA)  | 14e             |
| 194             | Angelo Lecchi (ITA)     | AB-12           |
| 195             | Mario Manzoni (ITA)     | AB-4            |
| 196             | Marco Milesi (ITA)      | 85e             |
| 197             | Giancarlo Perini (ITA)  | 87e             |
| 198             | Mauro Radaelli (ITA)    | AB-11           |
| 199             | Eric Vanderaerden (BEL) | AB-10           |

| Deutsche Telekom / ZG Mobili | Deutsche Telekom / ZG Mobili | Deutsche Telekom / ZG Mobili |
| ---------------------------- | ---------------------------- | ---------------------------- |
| Num                          | Coureur                      | Pos                          |
| 201                          | Rolf Aldag (GER)             | 58e                          |
| 202                          | Udo Bölts (GER)              | 38e                          |
| 203                          | Jens Heppner (GER)           | 66e                          |
| 204                          | Olaf Ludwig (GER)            | HD-9                         |
| 205                          | Vladimir Poulnikov (UKR)     | 25e                          |
| 206                          | Erik Zabel (GER)             | 90e                          |
| 207                          | Stefano Colagè (ITA)         | 106e                         |
| 208                          | Andrea Ferrigato (ITA)       | 54e                          |
| 209                          | Nélson Rodríguez (COL)       | AB-7                         |

## Déroulement de la course
En lice pour une cinquième victoire consécutive dans le Tour de France, Miguel Indurain est le grand favori de l'épreuve. Son adversaire le plus attendu est le Suisse Tony Rominger, qui sort d'une victoire écrasante dans le Tour d'Italie. Parmi les autres outsiders, les équipes ONCE et Gewiss paraissent très fortes, avec Laurent Jalabert, Johan Bruyneel et Alex Zülle pour la première, et Bjarne Riis et Evgueni Berzin pour la seconde. Marco Pantani et Richard Virenque sont eux attendus pour les étapes de montagne.
Le prologue de Saint-Brieuc, disputé en soirée pour contenter les chaînes de télé, est très décevant. Une forte averse s'abat sur la course et les leaders décident de ne pas prendre de risque : tous terminent très loin du vainqueur, Jacky Durand, parti sous le soleil. Seul Chris Boardman, qui a misé toute sa saison sur ce prologue, prend tous les risques. Il chute gravement et se fracture un poignet et une cheville et abandonne.
Au cours de la première semaine, le maillot jaune passe sur les épaules de Laurent Jalabert, qui bénéficie de la deuxième place de sa formation ONCE dans le contre-la-montre par équipes. Après le festival des sprinters, la 7e étape offre un profil semblable à celui d'une classique ardennaise : adoptant une stratégie plus offensive qu'à l'accoutumée, Miguel Indurain figure dans une échappée dont Johan Bruyneel s'extirpe dans la dernière montée. Indurain le rejoint et fait l'essentiel du travail jusqu'à l'arrivée. Bruyneel s'impose et revêt le maillot jaune… pour 24 heures seulement. Car le lendemain, au terme du premier contre-la-montre individuel, Miguel Indurain a repris sa tunique, même s'il n'a pas été aussi dominateur que les années précédentes : Bjarne Riis, impressionnant, et Tony Rominger, limitent les dégâts en terminant à moins d'une minute de l'Espagnol. Pour eux, tous les espoirs sont encore permis.
Cependant, Indurain va s'appliquer à vite tuer le suspense lors des deux étapes des Alpes. La 9e étape voit une grande offensive menée par le Suisse Alex Zülle, échappé dès le début de l'étape, qui s'impose à la Plagne et vient s'installer durablement à la deuxième place du général. Profitant de l'usante montée de la Plagne, Indurain a attaqué derrière le Suisse, repoussant Pantani à deux minutes, Rominger à trois et Riis à quatre. Le lendemain, c'est Marco Pantani qui s'impose à l'Alpe d'Huez après avoir démarré au pied de l'ascension et avalé tous les échappés. Mais là encore, le grand gagnant est Miguel Indurain, qui termine deuxième devant tous ses adversaires directs.
Alors que les étapes qui séparent les deux massifs de montagne offrent traditionnellement au peloton l'occasion de souffler, la 12e étape entre Saint-Étienne et Mende est le théâtre d'une grande passe d'armes. Attaqué par toute l'équipe ONCE, Indurain est contraint de laisser partir Laurent Jalabert, maillot vert, qui compte bientôt dix minutes d'avance et se retrouve provisoirement en tête du classement général ! Les équipiers de Banesto roulent à bloc pour limiter l'écart, mais Jalabert s'impose à Mende et se glisse sur la troisième marche du podium. Cette fois, Indurain a eu chaud.
La première étape pyrénéenne voit l'Espagnol une nouvelle fois attaqué. Tony Rominger, Laurent Jalabert et Bjarne Riis tentent leur chance, mais c'est Marco Pantani qui s'échappe et s'impose à Guzet-neige dans le brouillard. Le lendemain, lors de la 15e étape entre Saint-Girons et Cauterets, la victoire d'étape du maillot à pois Richard Virenque est ternie par l'accident qui coûte la vie à Fabio Casartelli dans la dangereuse descente du col du Portet d'Aspet. En hommage au coureur italien, champion olympique à Barcelone en 1992, l'étape du lendemain est neutralisée, malgré l'opposition de quelques-uns comme Bjarne Riis. En effet, cette étape était potentiellement décisive pour le classement général, car il s'agissait de la dernière étape pyrénéenne (devant passer par les cols du Soulor, de l'Aubisque, de Marie-Blanque, du Soudet et de la Hourcère).
La remontée vers Paris s'effectue sans grand bouleversement, dans une atmosphère endeuillée. La victoire à Limoges de l'Américain Lance Armstrong, équipier de Casartelli, au terme de la 18e étape est une nouvelle occasion de célébrer la mémoire du coureur italien. Indurain remporte le dernier contre-la-montre devant Riis et Rominger, tandis que Zülle conserve sa deuxième place, que Jalabert termine quatrième avec en sus le maillot vert et que Richard Virenque endosse son deuxième maillot à pois.
À Paris, Miguel Indurain fête discrètement son cinquième succès consécutif, l'ambiance restant morose.

## Étapes
| Étape,    | Date        | Villes étapes                                      |                              | Distance (km)         | Vainqueur d’étape        | Leader du classement général |
| --------- | ----------- | -------------------------------------------------- | ---------------------------- | --------------------- | ------------------------ | ---------------------------- |
| Prologue  | 1er juillet | Saint-Brieuc – Saint-Brieuc                        | Contre-la-montre individuel  | 7,3                   | Jacky Durand             | Jacky Durand                 |
| 1re étape | 2 juillet   | Dinan – Lannion                                    | Étape de plaine              | 233,5                 | Fabio Baldato            | Jacky Durand                 |
| 2e étape  | 3 juillet   | Perros-Guirec – Vitré                              | Étape de plaine              | 235,5                 | Mario Cipollini          | Laurent Jalabert             |
| 3e étape  | 4 juillet   | Mayenne – Alençon                                  | Contre-la-montre par équipes | 67                    | Gewiss-Ballan            | Laurent Jalabert             |
| 4e étape  | 5 juillet   | Alençon – Le Havre                                 | Étape de plaine              | 162                   | Mario Cipollini          | Ivan Gotti                   |
| 5e étape  | 6 juillet   | Fécamp – Dunkerque                                 | Étape de plaine              | 261                   | Jeroen Blijlevens        | Ivan Gotti                   |
| 6e étape  | 7 juillet   | Dunkerque – Charleroi (BEL)                        | Étape de plaine              | 202                   | Erik Zabel               | Bjarne Riis                  |
| 7e étape  | 8 juillet   | Charleroi (BEL) – Liège (BEL)                      | Étape accidentée             | 203                   | Johan Bruyneel           | Johan Bruyneel               |
| 8e étape  | 9 juillet   | Huy (BEL) – Seraing (BEL)                          | Contre-la-montre individuel  | 54                    | Miguel Indurain          | Miguel Indurain              |
|           | 10 juillet  | Le Grand-Bornand                                   | Jour de repos                | Journée de repos no 1 | Journée de repos no 1    | Journée de repos no 1        |
| 9e étape  | 11 juillet  | Le Grand-Bornand – La Plagne                       | Étape de montagne            | 160                   | Alex Zülle               | Miguel Indurain              |
| 10e étape | 12 juillet  | Aime-la-Plagne – L'Alpe d'Huez                     | Étape de montagne            | 162,5                 | Marco Pantani            | Miguel Indurain              |
| 11e étape | 13 juillet  | Le Bourg-d'Oisans – Saint-Étienne                  | Étape accidentée             | 199                   | Maximilian Sciandri      | Miguel Indurain              |
| 12e étape | 14 juillet  | Saint-Étienne – Mende                              | Étape accidentée             | 222,5                 | Laurent Jalabert         | Miguel Indurain              |
| 13e étape | 15 juillet  | Mende – Revel                                      | Étape de plaine              | 245                   | Sergueï Outschakov       | Miguel Indurain              |
| 14e étape | 16 juillet  | Saint-Orens-de-Gameville – Guzet-Neige             | Étape de montagne            | 164                   | Marco Pantani            | Miguel Indurain              |
|           | 17 juillet  | Saint-Girons                                       | Jour de repos                | Journée de repos no 2 | Journée de repos no 2    | Journée de repos no 2        |
| 15e étape | 18 juillet  | Saint-Girons – Cauterets - Crêtes du Lys           | Étape de montagne            | 206                   | Richard Virenque         | Miguel Indurain              |
| 16e étape | 19 juillet  | Tarbes – Pau                                       | Étape de montagne            | 237                   | —                        | Miguel Indurain              |
| 17e étape | 20 juillet  | Pau – Bordeaux                                     | Étape de plaine              | 246                   | Erik Zabel               | Miguel Indurain              |
| 18e étape | 21 juillet  | Montpon-Ménestérol – Limoges                       | Étape de plaine              | 166,5                 | Lance Armstrong          | Miguel Indurain              |
| 19e étape | 22 juillet  | Circuit du Lac de Vassivière-en-Limousin           | Contre-la-montre individuel  | 46,5                  | Miguel Indurain          | Miguel Indurain              |
| 20e étape | 23 juillet  | Sainte-Geneviève-des-Bois – Paris - Champs-Élysées | Étape de plaine              | 155                   | Djamolidine Abdoujaparov | Miguel Indurain              |

Notes :
1. 1 2  L'étape a été neutralisée en hommage à Fabio Casartelli, décédé la veille dans la descente du col de Portet-d'Aspet.
2. ↑  Cette étape devait initialement se terminer au Pont d'Espagne, toujours sur la commune de Cauterets, mais l'arrivée fut déplacée au Cirque du Lys à la suite des problèmes environnementaux que le passage de la course aurait posé dans un site protégé.

## Classements

### Classement général final
| Classement général | Classement général | Classement général | Classement général           | Classement général  |
|                    | Coureur            | Pays               | Équipe                       | Temps               |
| ------------------ | ------------------ | ------------------ | ---------------------------- | ------------------- |
| 1er                | Miguel Indurain    | Espagne            | Banesto                      | en 92 h 44 min 59 s |
| 2e                 | Alex Zülle         | Suisse             | ONCE                         | + 4 min 35 s        |
| 3e                 | Bjarne Riis        | Danemark           | Gewiss-Ballan                | + 6 min 47 s        |
| 4e                 | Laurent Jalabert   | France             | ONCE                         | + 8 min 24 s        |
| 5e                 | Ivan Gotti         | Italie             | Gewiss-Ballan                | + 11 min 33 s       |
| 6e                 | Melchor Mauri      | Espagne            | ONCE                         | + 15 min 20 s       |
| 7e                 | Fernando Escartín  | Espagne            | Mapei-GB                     | + 15 min 45 s       |
| 8e                 | Tony Rominger      | Suisse             | Mapei-GB                     | + 16 min 46 s       |
| 9e                 | Richard Virenque   | France             | Festina-Lotus                | + 17 min 31 s       |
| 10e                | Hernán Buenahora   | Colombie           | Kelme-Sureña                 | + 18 min 50 s       |
| 11e                | Claudio Chiappucci | Italie             | Carrera Jeans-Tassoni        | + 18 min 55 s       |
| 12e                | Laurent Madouas    | France             | Castorama                    | + 20 min 37 s       |
| 13e                | Marco Pantani      | Italie             | Carrera Jeans-Tassoni        | + 26 min 20 s       |
| 14e                | Paolo Lanfranchi   | Italie             | Brescialat-Fago              | + 29 min 41 s       |
| 15e                | Bruno Cenghialta   | Italie             | Gewiss-Ballan                | + 29 min 55 s       |
| 16e                | Álvaro Mejía       | Colombie           | Motorola                     | + 33 min 40 s       |
| 17e                | Bo Hamburger       | Danemark           | TVM-Polis Direct             | + 34 min 49 s       |
| 18e                | Viatcheslav Ekimov | Russie             | Novell Software-Decca        | + 39 min 51 s       |
| 19e                | Laurent Dufaux     | Suisse             | Festina-Lotus                | + 45 min 55 s       |
| 20e                | Erik Breukink      | Pays-Bas           | ONCE                         | + 47 min 27 s       |
| 21e                | Vicente Aparicio   | Espagne            | Banesto                      | + 52 min 54 s       |
| 22e                | Jean-Cyril Robin   | France             | Festina-Lotus                | + 56 min 1 s        |
| 23e                | Arsenio González   | Espagne            | Mapei-GB                     | + 56 min 18 s       |
| 24e                | Federico Muñoz     | Colombie           | Kelme-Sureña                 | + 1 h 1 min 3 s     |
| 25e                | Vladimir Poulnikov | Ukraine            | Deutsche Telekom / ZG Mobili | + 1 h 1 min 31 s    |
| modifier           |                    |                    |                              |                     |

### Classements annexes finals
| Classement par points, | Classement par points,   | Classement par points, | Classement par points,       | Classement par points, |
| ---------------------- | ------------------------ | ---------------------- | ---------------------------- | ---------------------- |
|                        | Coureur                  | Pays                   | Équipe                       | Point(s)               |
| 1er                    | Laurent Jalabert         | France                 | ONCE                         | 333 points             |
| 2e                     | Djamolidine Abdoujaparov | Ouzbékistan            | Novell Software-Decca        | 271 pts                |
| 3e                     | Miguel Indurain          | Espagne                | Banesto                      | 180 pts                |
| 4e                     | Bjarne Riis              | Danemark               | Gewiss-Ballan                | 175 pts                |
| 5e                     | Erik Zabel               | Allemagne              | Deutsche Telekom / ZG Mobili | 168 pts                |
| 6e                     | Giovanni Lombardi        | Italie                 | Polti-Granarolo-Santini      | 144 pts                |
| 7e                     | Bo Hamburger             | Danemark               | TVM-Polis Direct             | 103 pts                |
| 8e                     | Maximilian Sciandri      | Royaume-Uni            | MG Maglificio-Technogym      | 102 pts                |
| 9e                     | Andrea Ferrigato         | Italie                 | Deutsche Telekom / ZG Mobili | 97 pts                 |
| 10e                    | Andreï Tchmil            | Ukraine                | Lotto-Isoglass               | 95 pts                 |
| modifier               |                          |                        |                              |                        |

| Classement du meilleur grimpeur, | Classement du meilleur grimpeur, | Classement du meilleur grimpeur, | Classement du meilleur grimpeur, | Classement du meilleur grimpeur, |
| -------------------------------- | -------------------------------- | -------------------------------- | -------------------------------- | -------------------------------- |
|                                  | Coureur                          | Pays                             | Équipe                           | Point(s)                         |
| 1er                              | Richard Virenque                 | France                           | Festina-Lotus                    | 438 points                       |
| 2e                               | Claudio Chiappucci               | Italie                           | Carrera Jeans-Tassoni            | 214 pts                          |
| 3e                               | Alex Zülle                       | Suisse                           | ONCE                             | 205 pts                          |
| 4e                               | Miguel Indurain                  | Espagne                          | Banesto                          | 198 pts                          |
| 5e                               | Hernán Buenahora                 | Colombie                         | Kelme-Sureña                     | 177 pts                          |
| 6e                               | Marco Pantani                    | Italie                           | Carrera Jeans-Tassoni            | 142 pts                          |
| 7e                               | Laurent Dufaux                   | Suisse                           | Festina-Lotus                    | 132 pts                          |
| 8e                               | Fernando Escartín                | Espagne                          | Mapei-GB                         | 121 pts                          |
| 9e                               | Laurent Brochard                 | France                           | Festina-Lotus                    | 104 pts                          |
| 10e                              | Federico Muñoz                   | Colombie                         | Kelme-Sureña                     | 101 pts                          |
| modifier                         |                                  |                                  |                                  |                                  |

| Classement du meilleur jeune, | Classement du meilleur jeune, | Classement du meilleur jeune, | Classement du meilleur jeune, | Classement du meilleur jeune, |
|                               | Coureur                       | Pays                          | Équipe                        | Temps                         |
| ----------------------------- | ----------------------------- | ----------------------------- | ----------------------------- | ----------------------------- |
| 1er                           | Marco Pantani                 | Italie                        | Carrera Jeans-Tassoni         | en 93 h 11 min 19 s           |
| 2e                            | Bo Hamburger                  | Danemark                      | TVM-Polis Direct              | + 8 min 29 s                  |
| 3e                            | Beat Zberg                    | Suisse                        | Carrera Jeans-Tassoni         | + 40 min 48 s                 |
| 4e                            | Lance Armstrong               | États-Unis                    | Motorola                      | + 1 h 1 min 46 s              |
| 5e                            | Georg Totschnig               | Autriche                      | Polti-Granarolo-Santini       | + 1 h 4 min 7 s               |
| 6e                            | Andrea Peron                  | Italie                        | Motorola                      | + 1 h 15 min 58 s             |
| 7e                            | Gabriele Colombo              | Italie                        | Gewiss-Ballan                 | + 1 h 30 min 54 s             |
| 8e                            | Didier Rous                   | France                        | Carrera Jeans-Tassoni         | + 1 h 41 min 19 s             |
| 9e                            | Erik Dekker                   | Pays-Bas                      | Novell Software-Decca         | + 2 h 12 min 8 s              |
| 10e                           | Marco Milesi                  | Italie                        | Brescialat-Fago               | + 2 h 27 min 50 s             |
| modifier                      |                               |                               |                               |                               |

| Classement par équipes, | Classement par équipes, | Classement par équipes, | Classement par équipes, |
|                         | Équipe                  | Pays                    | Temps                   |
| ----------------------- | ----------------------- | ----------------------- | ----------------------- |
| 1re                     | ONCE                    | Espagne                 | en 278 h 29 min 35 s    |
| 2e                      | Gewiss-Ballan           | Italie                  | + 13 min 23 s           |
| 3e                      | Mapei-GB                | Italie                  | + 55 min 53 s           |
| 4e                      | Festina-Lotus           | France                  | + 1 h 17 min 5 s        |
| 5e                      | Carrera Jeans-Tassoni   | Italie                  | + 1 h 23 min 31 s       |
| 6e                      | Banesto                 | Espagne                 | + 1 h 54 min 11 s       |
| 7e                      | Kelme-Sureña            | Espagne                 | + 2 h 1 min 9 s         |
| 8e                      | Castorama               | France                  | + 3 h 3 min 39 s        |
| 9e                      | Motorola                | États-Unis              | + 3 h 17 min 31 s       |
| 10e                     | Brescialat-Fago         | Italie                  | + 3 h 28 min 2 s        |
| modifier                |                         |                         |                         |

#### Classement de la combativité
| Classement de la combativité, | Classement de la combativité, | Classement de la combativité, | Classement de la combativité, | Classement de la combativité, |
| ----------------------------- | ----------------------------- | ----------------------------- | ----------------------------- | ----------------------------- |
|                               | Coureur                       | Pays                          | Équipe                        | Point(s)                      |
| 1er                           | Hernán Buenahora              | Colombie                      | Kelme-Sureña                  | 36 points                     |
| 2e                            | Richard Virenque              | France                        | Festina-Lotus                 | 30 pts                        |
| 3e                            | Laurent Jalabert              | France                        | ONCE                          | 30 pts                        |
| modifier                      |                               |                               |                               |                               |

### Évolution des classements
| Étape              | Vainqueur                | Classement général | Classement par points    | Classement de la montagne | Classement du meilleur jeune | Classement par équipes | Prix de la combativité | Prix de la combativité |
| Étape              | Vainqueur                | Classement général | Classement par points    | Classement de la montagne | Classement du meilleur jeune | Classement par équipes | Étape                  | Leader                 |
| ------------------ | ------------------------ | ------------------ | ------------------------ | ------------------------- | ---------------------------- | ---------------------- | ---------------------- | ---------------------- |
| P                  | Jacky Durand             | Jacky Durand       | Jacky Durand             | Arsenio Gonzalez          | Gabriele Colombo             | Castorama              | non décerné            | non décerné            |
| 1                  | Fabio Baldato            | Jacky Durand       | Fabio Baldato            | François Simon            | Gabriele Colombo             | Castorama              | Erik Dekker            | Erik Dekker            |
| 2                  | Mario Cipollini          | Laurent Jalabert   | Djamolidine Abdoujaparov | François Simon            | Dirk Baldinger               | Castorama              | Eric Vanderaerden      | Erik Dekker            |
| 3                  | Gewiss-Ballan            | Laurent Jalabert   | Djamolidine Abdoujaparov | François Simon            | Gabriele Colombo             | Gewiss-Ballan          | non décerné            | Erik Dekker            |
| 4                  | Mario Cipollini          | Ivan Gotti         | Mario Cipollini          | François Simon            | Evgeni Berzin                | Gewiss-Ballan          | Francisco Cabello      | Erik Dekker            |
| 5                  | Jeroen Blijlevens        | Ivan Gotti         | Mario Cipollini          | Dimitri Konyshev          | Evgeni Berzin                | Gewiss-Ballan          | Rolf Järmann           | Rolf Järmann           |
| 6                  | Erik Zabel               | Bjarne Riis        | Djamolidine Abdoujaparov | Dimitri Konyshev          | Evgeni Berzin                | Gewiss-Ballan          | Herman Frison          | Rolf Järmann           |
| 7                  | Johan Bruyneel           | Johan Bruyneel     | Laurent Jalabert         | Richard Virenque          | Evgeni Berzin                | Gewiss-Ballan          | Miguel Indurain        | Miguel Indurain        |
| 8                  | Miguel Indurain          | Miguel Indurain    | Laurent Jalabert         | Richard Virenque          | Evgeni Berzin                | Gewiss-Ballan          | non décerné            | Miguel Indurain        |
| 9                  | Alex Zülle               | Miguel Indurain    | Laurent Jalabert         | Richard Virenque          | Marco Pantani                | ONCE                   | Alex Zülle             | Alex Zülle             |
| 10                 | Marco Pantani            | Miguel Indurain    | Laurent Jalabert         | Richard Virenque          | Marco Pantani                | ONCE                   | Laurent Brochard       | Alex Zülle             |
| 11                 | Max Sciandri             | Miguel Indurain    | Laurent Jalabert         | Richard Virenque          | Marco Pantani                | ONCE                   | Hernán Buenahora       | Alex Zülle             |
| 12                 | Laurent Jalabert         | Miguel Indurain    | Laurent Jalabert         | Richard Virenque          | Marco Pantani                | ONCE                   | Laurent Jalabert       | Laurent Jalabert       |
| 13                 | Sergueï Outschakov       | Miguel Indurain    | Laurent Jalabert         | Richard Virenque          | Marco Pantani                | ONCE                   | Sergueï Outschakov     | Laurent Jalabert       |
| 14                 | Marco Pantani            | Miguel Indurain    | Laurent Jalabert         | Richard Virenque          | Marco Pantani                | ONCE                   | Marco Pantani          | Laurent Jalabert       |
| 15                 | Richard Virenque         | Miguel Indurain    | Laurent Jalabert         | Richard Virenque          | Marco Pantani                | ONCE                   | Richard Virenque       | Hernán Buenahora       |
| 16                 | —                        | Miguel Indurain    | Laurent Jalabert         | Richard Virenque          | Marco Pantani                | ONCE                   | non décerné            | Hernán Buenahora       |
| 17                 | Erik Zabel               | Miguel Indurain    | Laurent Jalabert         | Richard Virenque          | Marco Pantani                | ONCE                   | Thierry Marie          | Hernán Buenahora       |
| 18                 | Lance Armstrong          | Miguel Indurain    | Laurent Jalabert         | Richard Virenque          | Marco Pantani                | ONCE                   | Lance Armstrong        | Hernán Buenahora       |
| 19                 | Miguel Indurain          | Miguel Indurain    | Laurent Jalabert         | Richard Virenque          | Marco Pantani                | ONCE                   | non décerné            | Hernán Buenahora       |
| 20                 | Djamolidine Abdoujaparov | Miguel Indurain    | Laurent Jalabert         | Richard Virenque          | Marco Pantani                | ONCE                   | Sergueï Outschakov     | Hernán Buenahora       |
| Classements finals | Classements finals       | Miguel Indurain    | Laurent Jalabert         | Richard Virenque          | Marco Pantani                | ONCE                   | Hernán Buenahora       | Hernán Buenahora       |

1. ↑  Étape neutralisée par les coureurs pour rendre hommage à Fabio Casartelli, décédé la veille.

## Bilan de la course
- C'est le cinquième Tour de France remporté par l'Espagnol Miguel Indurain, qui rejoint ainsi Jacques Anquetil, Eddy Merckx et Bernard Hinault. C'est le premier à les remporter consécutivement.
- Lors de la 15e étape entre Saint-Girons - Cauterets, Richard Virenque arrive seul au sommet de la Crêtes-du-Lys, il ignore alors qu'un drame s'est produit à l'arrière. Dans la descente du col de Portet-d'Aspet, une chute a emporté plusieurs coureurs dont certains jusque dans le ravin. Le cas le plus inquiétant est celui d'un jeune de l'équipe Motorola, Fabio Casartelli. L'Italien, champion olympique en titre, sur route, aux Jeux olympiques de Barcelone en 1992, a percuté un parapet au bord de la route alors qu'il ne portait pas de casque. Transporté d'urgence par hélicoptère à l'hôpital de Tarbes, il décéda à son arrivée.
- La 16e étape est annulée en raison de l'accident de la veille. Les coureurs ont néanmoins décidé de prendre le départ. L'équipe Motorola passe la ligne d'arrivée à Pau en tête, quelques mètres devant le peloton, en hommage au coureur disparu la veille. Aucun classement n'est publié à l'occasion de cette étape.
- Lance Armstrong, le champion du monde 1993, remporte la 18e étape, un doigt levé vers le ciel en mémoire de son coéquipier.
- Seule la formation Banesto arrive au complet à Paris.
- Moyenne du vainqueur : 39,191 km/h.